# Stéphane Lambèse
Stéphane Lambèse (* 10. Mai 1995 in Nogent-sur-Marne, Frankreich) ist ein in Frankreich geborener Fußballspieler der in der Nationalmannschaft von Haiti spielt.

## Karriere

### Verein
Lambèse hatte seine Karriere 2004 bei Olympique de Sevran begonnen, bevor er im Sommer 2009 in die Jugend von Paris Saint-Germain ging. Im Sommer 2012 rückte er aus der Jugend in die Reservemannschaft auf und spielte am 20. April 2013 sein Senioren-Debüt gegen die Reserve des AS Nancy im Championnat de France Amateur. 2016 verließ er den Verein; weitere Stationen waren der unterklassige Blois Football 41, der FC Lorient, bei dem er sich nicht durchsetzen konnte und nach einem Leihgeschäft mit Stade Laval 2019 vom US Orléans verpflichtet. 2021 wechselte er zum Zweitligaaufsteiger US Quevilly.

### Nationalmannschaft
Lambèse spielte im Jahre 2010 in vier Länderspielen für die französische U-16-Fußballnationalmannschaft. Seit 2015 spielt er für den haitianischen Verband, so ist er Teil der U-20-Nationalmannschaft. Er nahm am 7. März 2014 an einem inoffiziellen Freundschaftsspiel gegen die kosovarische Fußballauswahl teil. Seither bestritt er 15 Spiele und erzielte ein Tor (Stand Jahresende 2021).